# 2003년 한화 이글스 시즌
2003년 한화 이글스 시즌은 한화 이글스가 KBO 리그에 참가한 10번째 시즌으로, 빙그레 이글스 시절까지 합하면 18번째 시즌이다. 유승안 감독이 팀을 이끈 첫 시즌으로, 임수민이 주장을 맡았다. 
한편,  1999년부터 애리조나 피닉스에서 계속 동계훈련 예정이었으나 사장과 단장이 변경되자 제주도로 훈련장소가 바뀌었다.
아울러, 전년도 마무리 투수로 가능성을 보여 그 해 전담 마무리 투수로 기대를 모았던 용병 피코타가 15세이브를 올리는 도중에 6번 패전을 기록한 끝에 시즌 중 퇴출됐고 이로 인해 송진우가 시즌 막판 마무리로 보직을 변경했다.
게다가, 전년도 일본에서 돌아온 뒤 7승(6선발)에 그친 정민철이 11승(모두 선발)을 기록했지만 10패를 기록한 데다 평균자책점이 4점대에 그쳐 부진의 늪에서 벗어나지 못하여 팀은 8팀 중 정규시즌 5위에 그쳐 포스트시즌 진출에 실패했으나 99년 14승(13선발승으로 선발승 공동 6위)을 기록한 이후 어깨 - 팔꿈치 부상 등 여러 가지 사정 때문에 극심한 부진을 보인 이상목이 15승(14선발승)으로 재기에 성공했다.

## 타이틀
- 야구 월드컵 국가대표: 김태균, 백재호, 한상훈
- 매직글러브: 송진우 (투수)
- 올스타 선발: 송진우 (투수), 장종훈 (지명타자)
- 올스타전 추천선수: 이상목, 김태균, 이영우
- 컴투스프로야구 아빠와 아들 라인업: 유승안 (감독)
- 출장(타자): 이영우, 김태균 (133)
- 투수 WAR: 이상목 (4.76)
- 병살 유도: 이상목 (17)

### 퓨처스리그
- 남부리그 타율: 신민기 (0.330)
- 남부리그 1루타: 신민기 (45)

## 선수단
- 선발투수: 이상목, 정민철, 조규수, 기론, 에스트라다, 지연규
- 구원투수: 박정진, 마정길, 안영명, 한용덕, 문용민, 유혜정, 지승민, 김정수, 고상천, 김장백, 신주영, 허진석, 최영필, 김홍집
- 마무리투수: 송진우, 피코타, 김백만, 윤규진, 정병희
- 포수: 이도형, 심광호, 채상병, 조경택
- 1루수: 김태균
- 2루수: 임수민, 맹진국, 고지행, 김승권, 최동연
- 유격수: 황우구, 백재호, 한상훈
- 3루수: 이범호, 이양기, 허준, 메히아
- 좌익수: 이영우
- 중견수: 김수연, 임재철, 조윤채
- 우익수: 송지만, 조현수, 김무성
- 지명타자: 김종석, 장종훈, 조정권, 송혁, 강석천, 정성열, 신민기

## 여담
- 피코타는 KBO 리그 역대 타석을 소화한 외국인 투수 중 처음으로 희생번트에 성공했다. 또한 이 시즌을 끝으로 KBO 리그를 떠나, KBO 리그 역대 주포지션이 투수였던 선수 중 통산 최다 희생타(1) 기록을 세웠다.
- 김태균은 KBO 올스타전 사상 최초로 OPS 5.000을 기록했다.
- 송진우는 KBO 리그 사상 최초로 통산 10000명의 타자를 상대한 투수가 되었다.
- 송진우는 KBO 리그 사상 최초로 통산 1000실점을 허용한 투수가 되었다.
- 피코타는 KBO 리그 역대 외국인 투수 단일 시즌 최고 공격 WAR 기록을 세웠다.
- 송진우는 1999년부터 5년 연속으로 매직글러브를 수상했다.

## 같이 보기
- 2004년 한화 이글스 시즌